# Cirsium acaule
Il cardo nano (nome scientifico Cirsium acaule (L.) Scop. 1769)  è una bassa pianta erbacea angiosperma dicotiledone e perenne, appartenente alla famiglia delle Asteraceae.

## Etimologia
Il nome del genere (cirsium) deriva dalla parola greca kirsos = varice; da questa radice deriva poi la denominazione Kirsion, un vocabolo che sembra servisse ad identificare una pianta usata per curare questo tipo di malattia. Da kirsion  in tempi moderni il botanico francese Tournefort (1656 - 708) derivò il nome Cirsium dell'attuale genere.

Il nome italiano “cardo” è abbastanza generico in quanto nel linguaggio comune si riferisce a diversi generi e specie di piante. Tra i generi che vengono chiamati direttamente “cardo”, oppure hanno una o più specie che comunemente si chiamano con questo nome citiamo: Carduus, Carduncellus, Carlina, Centaurea, Cnicus, Cynara, Echinops, Galactites, Jurinea, Onopordum, Scolymus, Silybum, Tyrimnus, tutti della famiglia delle Asteraceae. Ma anche in altre famiglie abbiamo dei generi con delle specie che volgarmente vengono chiamate “cardi” : il genere Eryngium della famiglia delle Apiaceae o il genere Dipsacus della famiglia delle Dipsacaceae.

Il binomio scientifico della pianta di questa voce è stato proposto inizialmente da Carl von Linné (1707 – 1778) biologo e scrittore svedese, considerato il padre della moderna classificazione scientifica degli organismi viventi, perfezionato successivamente dal medico e naturalista italiano Giovanni Antonio Scopoli (Cavalese, 3 giugno 1723 – Pavia, 8 maggio 1788) nella pubblicazione ”Anni Historico-Naturales” del 1769.

L'epiteto specifico (acaule) e quello comune deriva ovviamente dalla mancanza del fusto.

## Descrizione
Il “Cardo nano” è una pianta bassa (0 – 5 cm) di tipo cespitoso. La forma biologica della specie è emicriptofita rosulate ("H ros"); sono piante perennanti per mezzo di gemme poste al suolo e con foglie basali appressate al suolo (rosetta basale).

### Radici
Radici secondarie da rizoma.

### Fusto
- Parte ipogea: la parte interrata consiste in un robusto rizoma lungo 10 – 30 cm.
- Parte epigea: la parte aerea del fusto è quasi nulla o al massimo alta da 1 a 5 cm (massimo 25 cm).

### Foglie

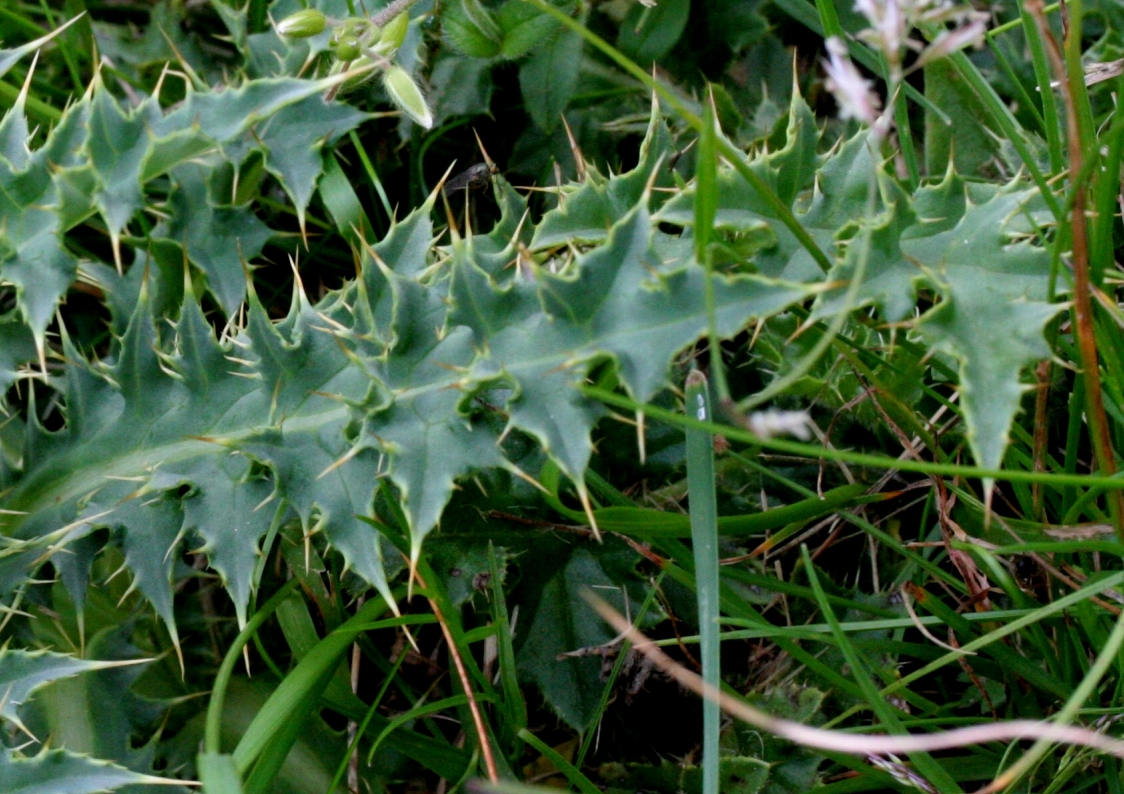
Foglia basale

Le foglie sono unicamente quelle della rosetta basale disposte radialmente e appressate al suolo. La forma è pennatopartita con incisioni che arrivano fino a 4/5 della lamina; i margini sono provvisti di robuste spine. Dimensione delle foglie: larghezza 2 – 4 cm; lunghezza 8 – 15 cm; lunghezza delle spine 2 – 3 mm.

### Infiorescenza
L'infiorescenza è formata da capolini solitari inseriti direttamente al centro della rosetta (capolini sessili). I fiori sono racchiusi in un involucro ovoide formato da squame di tipo lanceolato. L'apice di queste squame è verde ed è provvisto di brevi mucroni spinescenti. Diametro dell'involucro 2 cm; squame inferiori: larghezza 2 – 3,5 mm, larghezza 6 – 8 mm; squame superiori: lunghezza massima 20 mm. Diametro del capolino: da 20 a 45 mm.

### Fiori

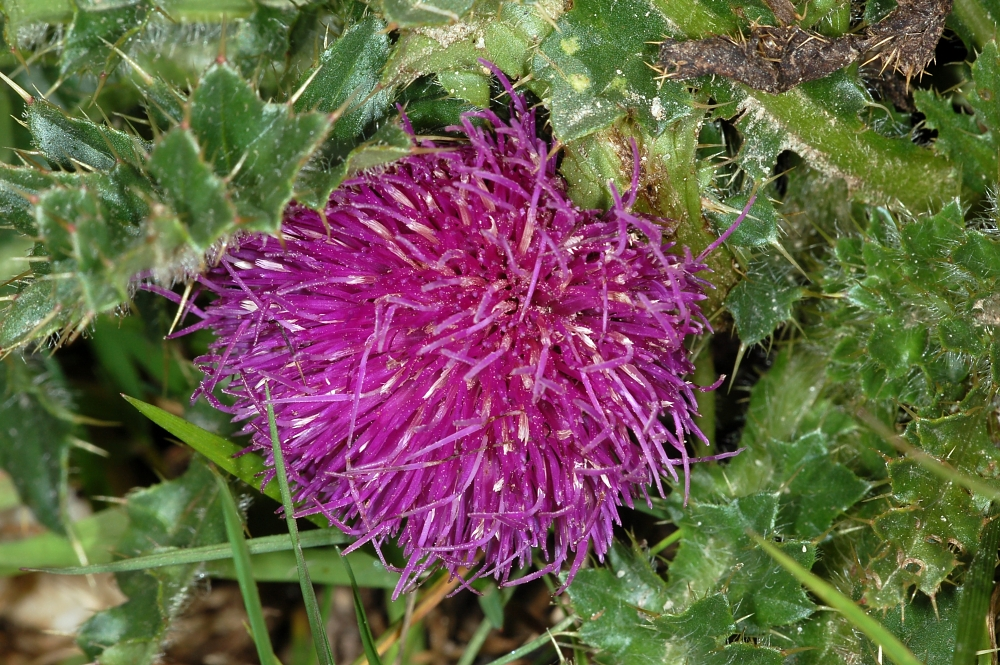
Capolino con fiori tubulosi

I fiori del capolino sono tutti tubulosi (il tipo ligulato, presente nella maggioranza delle Asteraceae,  qui è assente), sono inoltre ermafroditi, tetraciclici (calice– corolla – androceo – gineceo) e pentameri.
- Formula fiorale :

- /x K {\displaystyle \infty }, [C (5), A (5)], G 2 (infero), achenio

- Calice:  i sepali del calice sono ridotti al minimo.
- Corolla: il colore della corolla è porporino o rosso vinoso. Lunghezza della corolla : 25 – 28 mm. Dimensioni medie delle varie parti della corolla: lunghezza del tubo 13 – 14 mm; lunghezza della gola 7 mm; lunghezza dei lobi 7 mm.
- Androceo:  sono presenti 5 stami.
- Gineceo:  i carpelli sono 2 e formano un ovario infero uni – loculare; lo stilo ha un stimma bifido che sporge dalla corolla.
- Fioritura: da maggio a agosto (settembre).

### Frutti
I frutti sono del tipo achenio con un pappo terminale formato da molte file di peli barbosi riuniti alla base. Dimensione del pappo 20 – 25 mm.

## Biologia

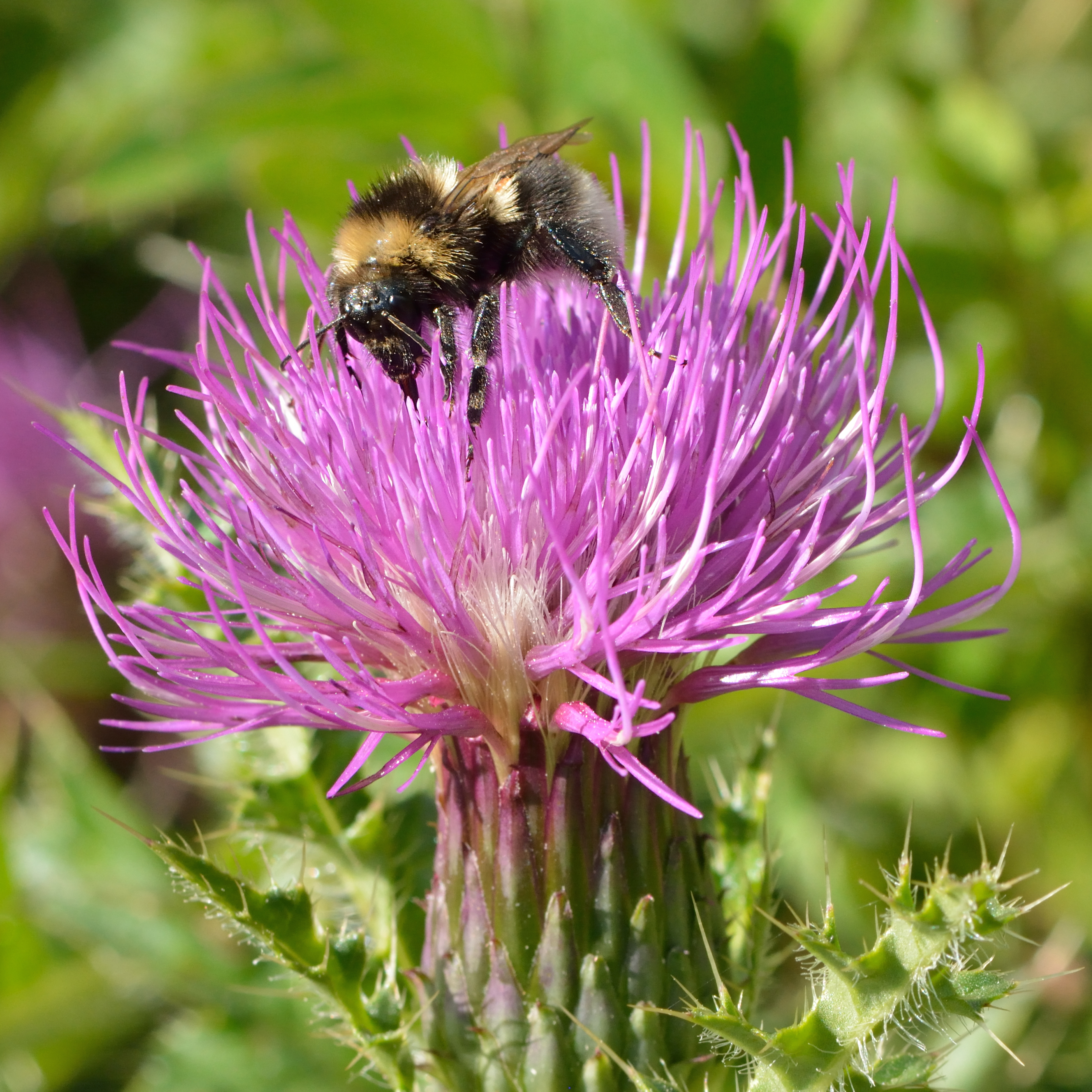
Impollinazione

- Impollinazione: l'impollinazione avviene tramite insetti (impollinazione entomogama) o eventualmente ad opera del vento (impollinazione anemogama). Tra gli insetti si possono citare le api, i lepidotteri e vari insetti della famiglia dei Syrphidae (ordine dei Ditteri).
- Riproduzione: la fecondazione avviene fondamentalmente tramite l'impollinazione dei fiori (vedi sopra).
- Dispersione: i semi cadendo a terra (dopo essere stati trasportati per alcuni metri dal vento per merito del pappo – disseminazione anemocora) sono successivamente dispersi soprattutto da insetti tipo formiche (disseminazione mirmecoria).

## Distribuzione e habitat

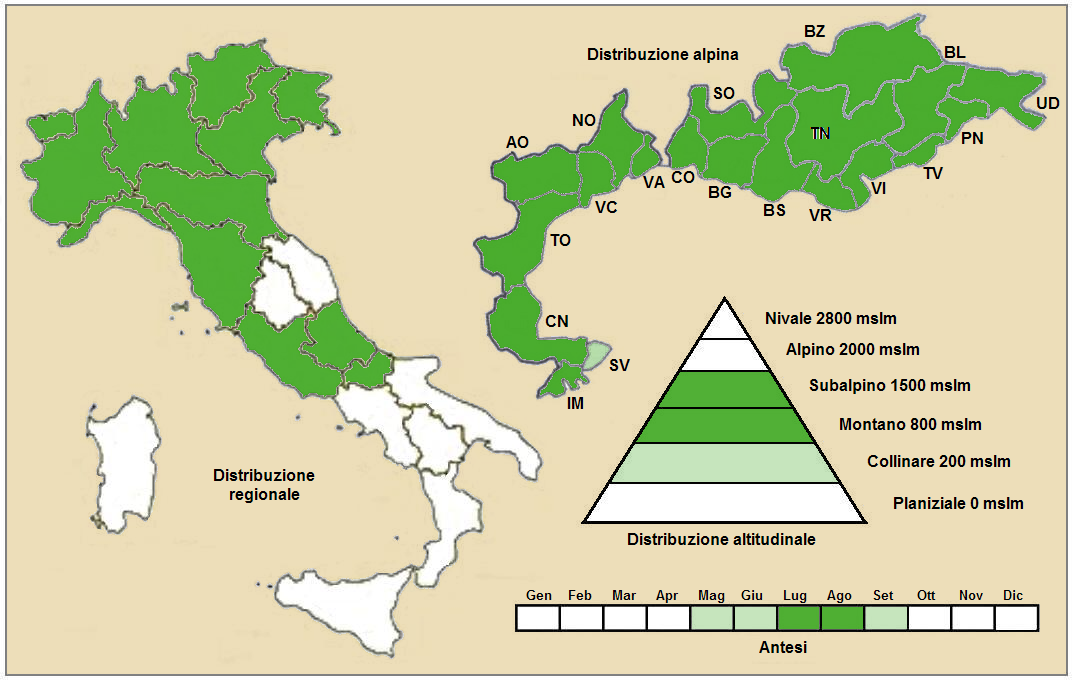
Distribuzione della pianta (Distribuzione regionale – Distribuzione alpina)

- Geoelemento: il tipo corologico è "Europeo - Ovest Asiatico (Subatlantico)", ossia è una pianta relativa alle zone che vanno dall'Europa all'Asia occidentale con particolare riferimento alle zone dell'Europa occidentale ma anche a quelle più a oriente con clima suboceanico.
- Distribuzione: in Italia questa pianta si trova soprattutto al nord. Qualche presenza è stata segnalata sui monti del Lazio e Abruzzo. Al sud è assente. Nelle Alpi è presente ovunque. Oltreconfine è comune su tutti i principali rilievi europei ad esclusione delle Alpi Dinariche e i Monti Balcani.[16]
- Habitat: l'habitat tipico sono i luoghi incolti, prati e pascoli magri, ma anche luoghi sassosi. Il substrato preferito è calcareo ma anche calcareo/siliceo con pH basico, medi valori nutrizionali del terreno che deve essere secco.[16]
- Distribuzione altitudinale: da 500 a 1.800 m s.l.m.; in certe zone è stata ritrovata fino a 2.500 m s.l.m.; frequenta quindi i piani vegetazionali montano e subalpino e in parte quello collinare.

### Fitosociologia

#### Areale alpino
Dal punto di vista fitosociologico alpino Cirsium acaule appartiene alla seguente comunità vegetale:
Formazione: delle comunità a emicriptofite e camefite delle praterie rase magre secche
Classe: Festuco-Brometea

#### Areale italiano
Per l'areale completo italiano Cirsium acaule appartiene alla seguente comunità vegetale:
Macrotipologia: vegetazione erbacea sinantropica, ruderale e megaforbieti.
Classe: Artemisietea vulgaris  Lohmeyer, Preising & Tüxen ex Von Rochow, 1951
Ordine: Onopordetalia acanthii Br.-Bl. & Tüxen ex Klika in Klika & Hadač, 1944
Alleanza: Onopordion acanthii Braun-Blanq.in Braun-Blanq., Gajewski, Wraber & Walas, 1936
Descrizione: l'alleanza Onopordion acanthii è relativa alle comunità antropiche (pioniere ruderali e nitrofile) formata dai grandi cardi (generi Onopordum, Carduus, Cirsium e altri) a ciclo biologico annuale, biennale o perenne con portamento a rosetta a fioritura tardo-invernale o estiva e con un microclima temperato (variabile da subcontinentale a submediterraneo). Il terreno sul quale si sviluppa questa comunità deve essere rimosso e non umido. La distribuzione di questa alleanza è soprattutto nell’Europa continentale (Ucraina, Ungheria e Monti Balcani) con diffusione in tutto il resto dell’Europa. In Italia l’alleanza è localizzata sulle Alpi e nelle porzioni subcontinentali degli Appennini.
Specie presenti nell'associazione: Carduus nigrescens, Carduus acanthoides, Cirsium acaule, Cirsium ferox, Descurainia sophia, Echium vulgare, Echinops sphaerocephalus, Lappula squarrosa, Marrubium peregrinum, Melilotus officinalis, Nepeta cataria, Stachys germanica, Onopordum acanthium, Tordilium maximum, Verbascum lichnitis, Reseda lutea, Artemisia absinthium, Artemisia vulgaris, Ballota nigra, Berteroa incana, Bromus sterilis e Bromus tectorum.
Altre alleanze per questa specie sono:
- Cirsio-Brachypodion pinnati

## Tassonomia
La famiglia di appartenenza di questa voce (Asteraceae o Compositae, nomen conservandum) probabilmente originaria del Sud America, è la più numerosa del mondo vegetale, comprende oltre 23.000 specie distribuite su 1.535 generi, oppure 22.750 specie e 1.530 generi secondo altre fonti (una delle checklist più aggiornata elenca fino a 1.679 generi). La famiglia attualmente (2021) è divisa in 16 sottofamiglie.
Cardueae è una delle 4 tribù della sottofamiglia. La tribù Cardueae a sua volta è suddivisa in 12 sottotribù (la sottotribù Carduinae è una di queste). Il genere Cirsium elenca 435 specie con una distribuzione cosmopolita, 35 delle quali sono presenti spontaneamente sul territorio italiano.

### Filogenesi
Il genere di questa voce è inserito nel gruppo tassonomico della sottotribù Carduinae. In precedenza provvisoriamente era inserito nel gruppo tassonomico informale "Carduus-Cirsium Group". La posizione filogenetica di questo gruppo nell'ambito della sottotribù è abbastanza vicina al "core" della sottotribù (con il genere Carduus forma un "gruppo fratello") e dalle analisi molecolari è stato calcolato in 7,2 milioni di anni fa la separazione di questo genere dal resto del gruppo (è stato l'ultimo a separarsi).

Il genere Cirsium spesso viene botanicamente “confuso” con altri generi come quello del Carduus o Cnicus (e di altri ancora). Le specie del primo genere ad esempio sono molto simili a quelle del Cirsium, anche se una certa distinzione è possibile servendosi dell'aspetto del pappo (in Cirsium è formato da setole piumose; mentre in Carduus è composto da pagliette denticolate scabre).

Il genere Cirsium appartiene alla tribù delle Cardueae (da alcuni autori indicata come Cynareae), tribù che il Sistema Cronquist assegna alla sottofamiglia Cichorioideae e che invece la classificazione APG colloca nella sottofamiglia Carduoideae..

Il numero cromosomico di Cirsium acaule è 2n = 34.

Il basionimo per questa specie è: Carduus acaulis L..

In alcune checklist questa specie viene denominata in un altro modo: Cirsium acaulon (L.) Scop.; o con altri autori: Cirsium acaule (L.) A.A.Weber ex Wigg..
I caratteri distintivi di questa specie nell'ambito del genere sono:
- il colore della corolla è rosea o purpurea;
- la superficie superiore delle foglie è priva di spinule;
- il fusto è nullo o subnullo.

### Sottospecie
Per questa specie è riconosciuta la seguente sottospecie:
- Cirsium acaule subsp. gregarium (Boiss. ex DC.) Talavera, 1974 - Distribuzione: Spagna.

### Ibridi
Come per tutto il genere dei “Cardi” anche il “Cardo nano” facilmente s'incrocia con altre specie dello stesso genere. Nell'elenco che segue sono indicati alcuni ibridi interspecifici:
- Cirsium x alpestre Nageli, 1840 – Ibrido con Cirsium heterophyllum
- Cirsium x boulayii E.G. Camus, 1892 – Ibrido con Cirsium arvense
- Cirsium x breviscapum Eichenfeldt, 1893 – Ibrido con Cirsium alsophilum
- Cirsium x catalaunicum Sennen, 1914 – Ibrido con Cirsium monspessulanum
- Cirsium x fissibracteatum Peterm., 1849 – Ibrido con Cirsium spinosissimum
- Cirsium x heerianum Nageli, 1840 – Ibrido con Cirsium rivulare
- Cirsium x kirschlegeri Schultz-Bip., 1843 – Ibrido con Cirsium palustre
- Cirsium x martinii M. Lambert, 1911 – Ibrido con Cirsium eriophorum
- Cirsium x rigens (Aiton) Wallr., 1822 – Ibrido con Cirsium oleraceum
- Cirsium x sabaudum Loehr, 1852 – Ibrido con Cirsium vulgare
- Cirsium x sextenum Ausserd. ex Huter, 1906 – Ibrido con Cirsium arvense
- Cirsium x tiroliense Treuinfels, 1875 – Ibrido con Cirsium erisithales
- Cirsium x winklerianum Celak., 1873 – Ibrido con Cirsium canum
- Cirsium x woodwardii (H. Watson) Nyman, 1879 – Ibrido con Cirsium dissectum
- Cirsium x zizianum Koch, 1838 – Ibrido con Cirsium tuberosum

### Sinonimi
La specie Cirsium acaule, in altri testi, può essere chiamata con nomi diversi. L'elenco che segue indica alcuni tra i sinonimi più frequenti:
- Carduus acaulos L., 1753
- Carduus rosenii Vill., 1788
- Cirsium acaule subsp. acaule
- Cirsium acaule var. acaule
- Cirsium allionii Spenner, 1829
- Cirsium araricum Gandoger, 1875
- Cirsium collivagum Gandoger, 1875
- Cirsium exiguum Bubani, 1899
- Cirsium gmelinii Tausch, 1828
- Cnicus acaulis  (L.) Willd., 1787
- Cnicus dubius Willd., 1787
- Cnicus gmelinii Sprengel, 1808

### Specie simili
- Carlina acaulis L. - Carlina bianca: l'aspetto generale è molto simile specialmente prima della fioritura; vivono inoltre negli stessi habitat anche se il “Cardo nano” non è molto diffuso e si trova soprattutto su terreni acidi, mentre la “Carlina bianca” ha una ampiezza ecologica maggiore e preferisce le zone calcaree.

## Altre notizie
Il Cardo acaule in altre lingue viene chiamata nei seguenti modi:
- (DE)  Stängellose Kratzdistel
- (FR)  Cirse sans tige
- (EN)  Dwarf Thistle

## Galleria d'immagini

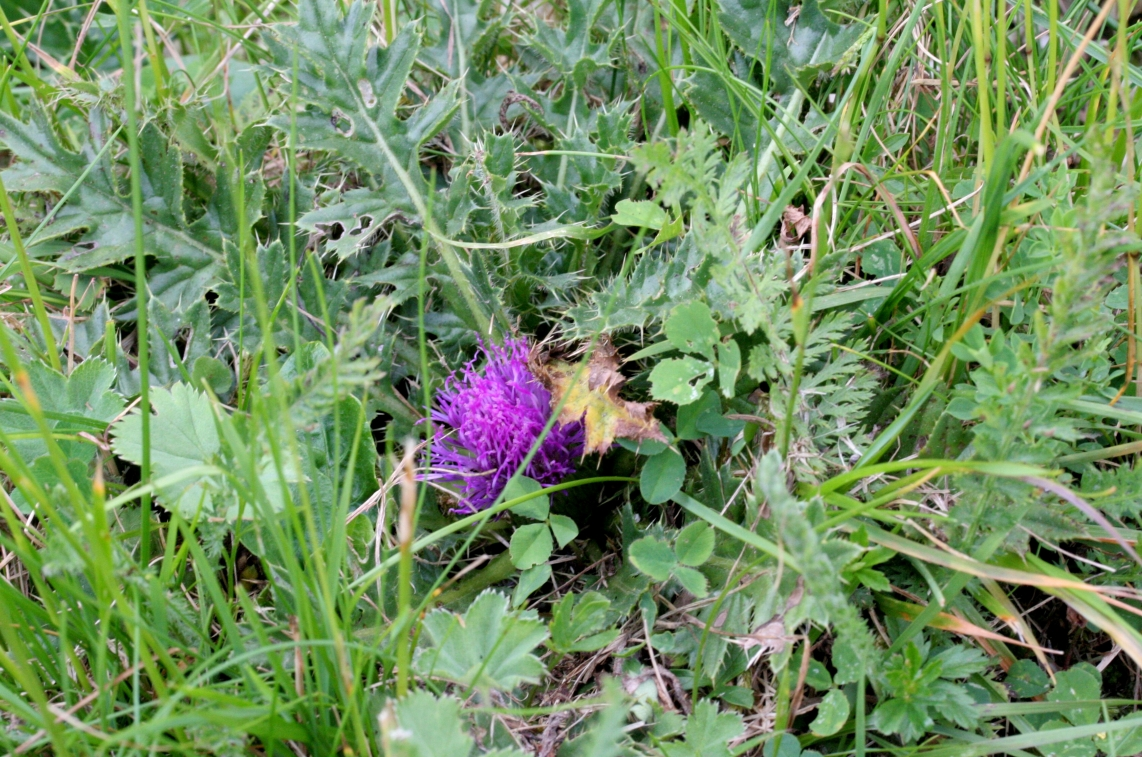
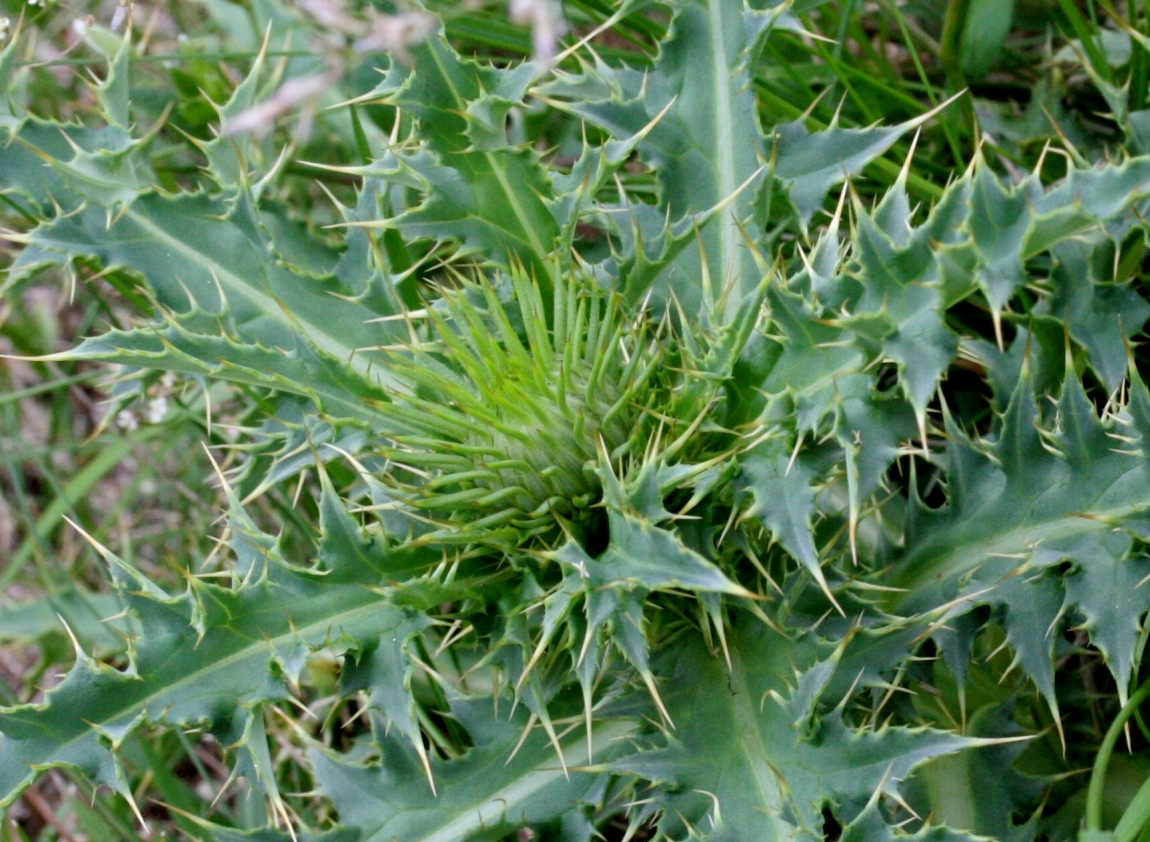
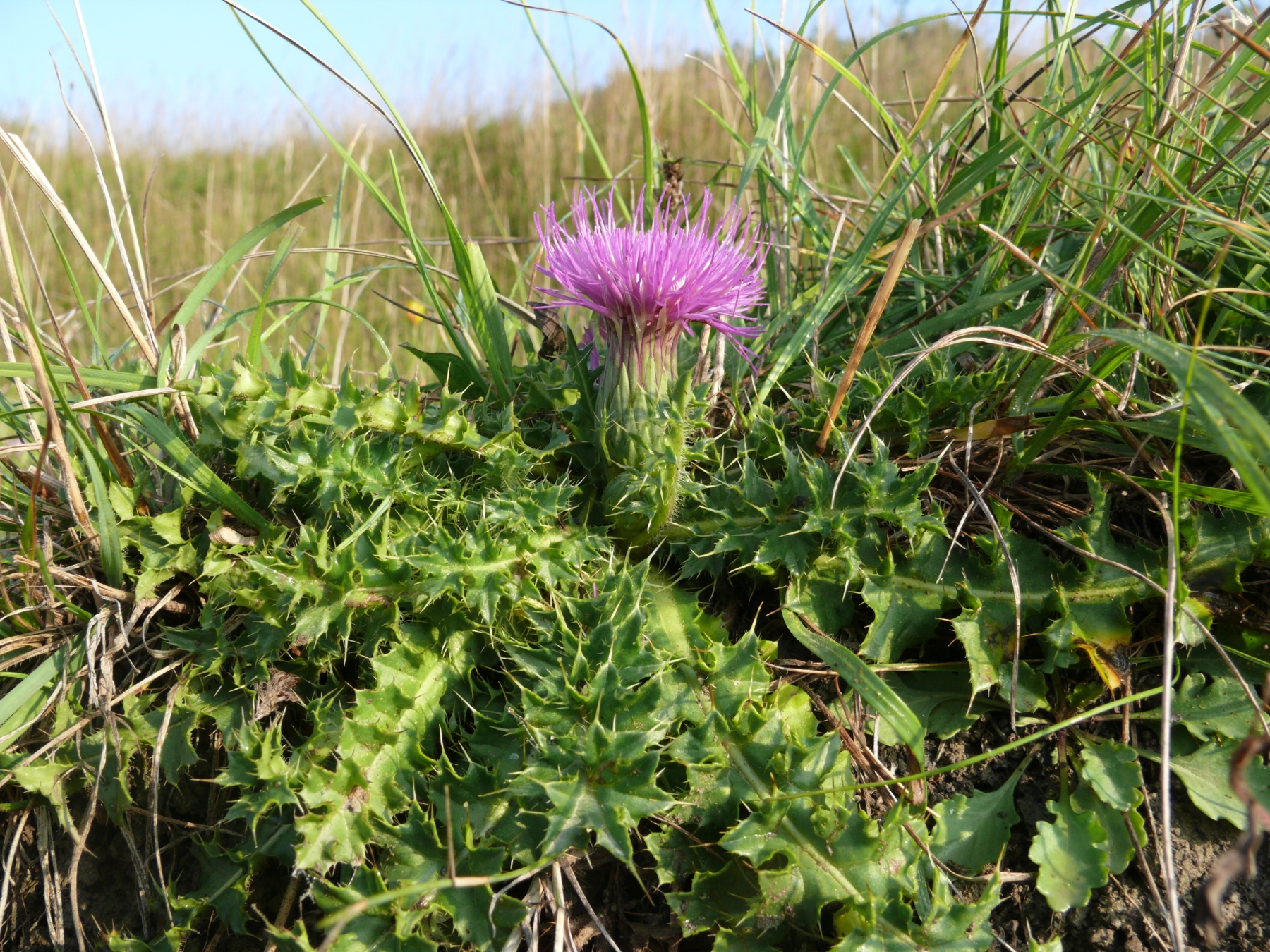